# Condylostylus hamiformis
Condylostylus hamiformis är en tvåvingeart som beskrevs av Becker 1922. Condylostylus hamiformis ingår i släktet Condylostylus och familjen styltflugor.
Artens utbredningsområde är Paraguay. Inga underarter finns listade i Catalogue of Life.